# Basofobia
La basofobia  è la paura di cadere, una paura naturale, ed è tipica della maggior parte dei mammiferi, in vari gradi di estremità. Si differenzia dall'acrofobia, sebbene le due paure siano strettamente correlate. La paura di cadere comprende le ansie che accompagnano la sensazione e gli effetti potenzialmente pericolosi della caduta, in contrasto con le altezze stesse. La basofobia è talvolta associata all'astasia-abasia, la paura di camminare.

## Negli umani

### Neonati
Gli studi condotti dagli psicologi Eleanor J. Gibson e Richard D. Walk hanno ulteriormente spiegato la natura di questa paura. Uno dei loro studi più famosi è il "dirupo visivo" descritto in questo modo:
Trentasei bambini dai sei ai quattordici mesi furono testati. Gibson e Walk hanno scoperto che, una volta posizionati sulla tavola, 27 dei bambini strisciavano sul lato poco profondo quando venivano chiamati dalle loro madri; solo tre si sono avventurati dal bordo del dirupo. Molti bambini strisciavano via dalle loro madri che chiamavano dal profondo, e alcuni piangevano perché non potevano raggiungere le loro madri senza attraversare un baratro apparente. Alcuni batterebbero il vetro in profondità, ma anche con questa sicurezza non strisciano sul vetro. Questi risultati, sebbene incapaci di dimostrare che questa paura sia innata, indicano che la maggior parte dei bambini umani ha una percezione della profondità ben sviluppata e sono in grado di stabilire una connessione tra la profondità e il pericolo che accompagna la caduta.
Nel maggio 1998, Behaviour Research and Therapy ha pubblicato un sondaggio longitudinale condotto dagli psicologi Richie Poulton , Simon Davies, Ross G. Menzies, John D. Langley e Phil A. Silva su soggetti campionati dal Dunedin Multidisciplinary Health and Development Study che erano stati feriti in una caduta di età compresa tra i 5 e i 9 anni, li ha confrontati con bambini che non avevano subito lesioni simili e ha scoperto che all'età di 18 anni l'acrofobia era presente solo nel 2% dei soggetti che avevano avuto una caduta lesiva, ma era presente nel 7% dei soggetti che non hanno avuto cadute con lesioni (con lo stesso campione che ha rilevato che la tipica basofobia era 7 volte meno comune nei soggetti all'età di 18 anni che hanno avuto cadute con lesioni da bambini rispetto ai soggetti che non l'hanno avuta). [2]Gli psichiatri Isaac Marks e Randolph M. Nesse e il biologo evoluzionista George C. Williams hanno notato che le persone con risposte sistematicamente carenti a varie fobie adattative ( ad es . e hanno proposto che tale fobia carente debba essere classificata come " ipofobia " a causa delle sue conseguenze genetiche egoistiche .

### Anziani
Per molto tempo si è creduto che la paura di cadere fosse semplicemente il risultato del trauma psicologico di una caduta, chiamato anche "sindrome post-caduta". Questa sindrome è stata menzionata per la prima volta nel 1982 da Murphy e Isaacs, che hanno notato come dopo una caduta le persone deambulanti sviluppavano paura intensa e disturbi della deambulazione. La paura di cadere è stata identificata come uno dei sintomi chiave di questa sindrome. Da quel momento, la basofobia è stata riconosciuta come un problema di salute specifico tra gli anziani. Tuttavia la FOF è stata riscontrata comunemente anche tra le persone anziane che non avevano ancora subito cadute.
La prevalenza della basfobia sembra aumentare con l'età nelle donne. L'età rimane significativa nelle analisi di regressione logistica multipla. I risultati di diversi studi hanno riportato il genere come un fattore di rischio piuttosto significativo per la paura di cadere. Altri fattori di rischio della paura di cadere negli anziani includono vertigini, stato di salute auto-valutato, depressione e problemi con l'andatura e l'equilibrio.

## Negli animali
Gli studi su soggetti non umani supportano la teoria secondo cui cadere è una paura innata. Gibson e Walk hanno eseguito esperimenti identici con pulcini, tartarughe, ratti, bambini, agnelli, gattini e cuccioli. I risultati sono stati simili a quelli dei neonati umani, anche se ogni animale si è comportato in modo leggermente diverso a seconda delle caratteristiche della sua specie.
I pulcini sono stati testati meno di 24 ore dopo la schiusa. Suggeriva che la percezione della profondità si sviluppa rapidamente nei polli, poiché i pulcini non hanno mai commesso "l'errore" di uscire dal lato "profondo" della scogliera. Anche i capretti e gli agnelli sono stati testati non appena sono stati in grado di stare in piedi da soli. Durante l'esperimento, nessuna capra o agnello ha mai calpestato il vetro del lato profondo. Una volta messi lì, gli animali hanno mostrato un comportamento tipico assumendo una postura di difesa, con le zampe anteriori rigide e quelle posteriori flosce. In questo stato di immobilità, gli animali venivano spinti in avanti attraverso il vetro fino a quando la loro testa e il loro campo visivo attraversavano il solido bordo sul lato opposto della scogliera; le capre e gli agnelli si rilassavano e procedevano a balzare in avanti sulla sua superficie. Sulla base dei risultati degli animali testati, essi hanno paura di cadere fin da cuccioli.

## Fattori

### Controllo posturale
Il sistema di controllo posturale ha due funzioni: garantire il mantenimento dell'equilibrio rinforzando il corpo contro la gravità e fissare l'orientamento e la posizione delle caratteristiche che fungono da quadro di riferimento per la percezione e l'azione rispetto al mondo esterno. Il controllo posturale si basa sull'elaborazione multisensoriale e sulle risposte motorie che sembrano essere automatiche e si verificano senza consapevolezza. Gli studi hanno dimostrato che le persone che hanno paura dell'altezza o di cadere hanno uno scarso controllo posturale, soprattutto in assenza di forti segnali visivi. Questi individui fanno molto affidamento sulla vista per regolare la postura e l'equilibrio. Di fronte a un terreno alto o instabile, il sistema vestibolare in questi individui percepisce l'instabilità e tenta di correggerla aumentando l'oscillazione posturale per riattivare il feedback dell'equilibrio visivo (l'oscillazione posturale si riferisce al fenomeno di spostamento costante e correzione della posizione del centro di gravità all'interno della base di appoggio). Tuttavia, questo spesso fallisce, provocando una sensazione di maggiore instabilità e ansia, che viene spesso interpretata come paura.

### Vertigini
Strettamente correlata al controllo posturale è la sensazione di vertigine : un segnale di avvertimento creato da una perdita di controllo posturale quando la distanza tra l'osservatore e oggetti fissi visibili diventa troppo grande, e causato da una disfunzione del sistema vestibolare nell'orecchio interno. In breve, è la sensazione di movimento quando si è effettivamente fermi. I sintomi delle vertigini includono vertigini, nausea, vomito, mancanza di respiro e incapacità di camminare o stare in piedi. Alcuni individui fanno più affidamento sui segnali visivi per controllare la postura rispetto ad altri. Le sensazioni vestibolari possono insorgere quando vengono rilevate informazioni errate lungo i canali sensoriali (questo accade anche a chi ha una normale funzione vestibolare) e le sensazioni di vertigine possono provocare persone con problemi di controllo posturale.

### Disagio spaziale e motorio
Gli studi hanno dimostrato che le persone con acrofobia e/o un'estrema paura di cadere hanno punteggi più alti di disagio nello spazio e nel movimento. Si tratta di sintomi fisici suscitati da informazioni visive o cinestetiche inadeguate per il normale orientamento spaziale . Il disagio dello spazio e del movimento si verifica quando vengono rilevate informazioni contrastanti tra i canali sensoriali visivi, cinestetici e vestibolari. Le prove hanno supportato l'affermazione che i pazienti con ansia si affidano maggiormente ai segnali visivi per i cambiamenti posturali.

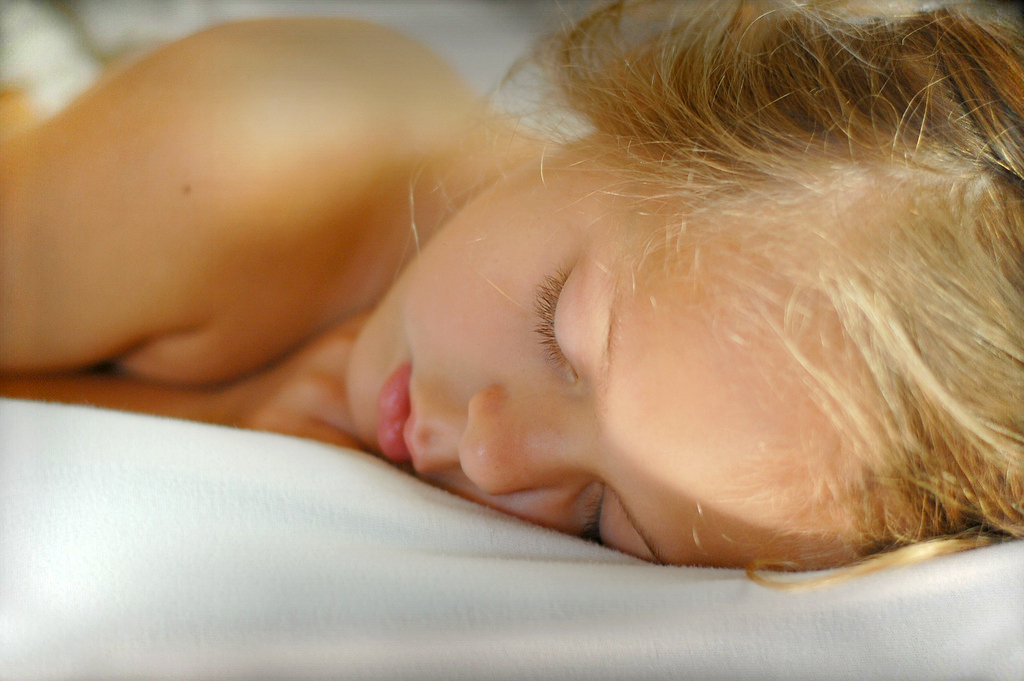
la caduta è un evento comune nei sogni.

### Il cadere nei sogni
Per L'interpretazione dei sogni di Sigmund Freud, i sogni di caduta rientrano nella categoria dei sogni tipici. Nello studio abbastanza recente, i sogni comuni sono stati indagati somministrando un questionario sui sogni tipici (TDQ). I risultati hanno confermato che i sogni tipici sono coerenti nel tempo, nella regione e nel genere, e alcuni temi possono essere considerati quasi universali: cadere (prevalenza del 73,8%), volare o librarsi in aria (48,3%) e nuotare (34,3%). Nel 1967, Saul e Curtis pubblicarono un documento intitolato "Dream Form and Strength of Impulse in Dreams of Falling and Other Dreams of Descent". Secondo Saul e Curtis i sogni di caduta possono avere vari significati, come la sensazione di addormentarsi, la simbolizzazione di un reale rischio di caduta dal letto, la ripetizione di esperienze traumatiche di caduta o sensazioni di caduta dalle braccia dei genitori durante l'infanzia, nascita e parto, ambizione o rinuncia alla responsabilità, o esperienze di vita come volare in aereo. Citano un altro autore, Gutheil (1951), che suggerisce una gamma di possibili significati riconducibili all'idea generale di perdita dell'equilibrio (mentale). Questi includono perdita di temperamento, perdita di autocontrollo, cedimento, declino dello standard morale accettato o perdita di coscienza. Gli studi condotti negli ultimi anni sugli schemi onirici di un gruppo di 685 studenti delle scuole secondarie di Milano hanno concluso che, nei sogni, la paura è più frequentemente associata alla caduta, mentre la felicità è collegata al volo, e la sorpresa alla sospensione e al movimento verticale (contenuto di arrampicata, discesa, scala).

## Nell'arte
Nel film La donna che visse due volte e nell'omonimo romanzo il protagonista si ritira dalla polizia dopo aver sviluppato l'acrofobia, le vertigini e la basofobia.